# Liste von Persönlichkeiten der Stadt Öhringen
Diese Liste von Persönlichkeiten der Stadt Öhringen zeigt die Ehrenbürger, Söhne und Töchter der Stadt Öhringen und deren Stadtteile (Baumerlenbach, Büttelbronn, Cappel, Eckartsweiler, Michelbach am Wald, Möglingen, Ohrnberg, Schwöllbronn und Verrenberg), sowie weitere Persönlichkeiten, die mit Öhringen verbunden sind. Die Liste erhebt keinen Anspruch auf Vollständigkeit.

## Ehrenbürger
Folgenden Personen, die sich in besonderer Weise um das Wohl oder das Ansehen der Kommune verdient gemacht haben, verlieh die Stadt Öhringen das Ehrenbürgerrecht:
- 1906: Georg Goppelt (1856–1935), Lehrer und Gemeinderat, Förderer des Turnhallenbaus und lange Zeit leitend im Gewerbeverein tätig
- 1914: Karl Krauß (1847–1917), von 1875 bis 1914 Oberamtspfleger in Öhringen, trug maßgeblich zur Gründung der Sparkasse bei und war Initiator der Gründung des Überlandwerks Hohenlohe-Öhringen
- 1911: Louis Bauer, Konditormeister, Mitglied des Gemeinderats von 1880 bis 1911
- 1918: Christian Kraft Fürst zu Hohenlohe-Oehringen (1848–1926)
- 1929: August Weygang (1859–1946), Unternehmer (Zinngießer), mehr als 30 Jahre Mitglied des Gemeinderats, hinterließ der Stadt sein Vermögen als Stiftung, sein Nachlass ist im Weygang-Museum untergebracht
- 1948: Wilhelm Sattelmayer († 1954), Unternehmer, zahlreiche Stiftungen für Öhringen (unter anderem für die Sattelmayerbrücke)
- 1964: Otto Meister (1904–1985), Unternehmer (Huber Packaging Group), mühte sich besonders um den Sport und die Jugend (Otto-Meister-Stiftung)

## Inhaber der Bürgermedaille
Seit 1964 besteht die Möglichkeit, Verdienste um das Wohl und Ansehen der Stadt durch die Verleihung einer Bürgermedaille zu würdigen. Sie kann durch Zwei-Drittel-Mehrheit des Gemeinderats in Gold oder Silber verliehen werden. Die Inhaber der Bürgermedaille sind:
- Bürgermedaille in Gold:
  - 1967: Richard Laidig († 1984), Bürgermeister von 1954 bis 1967
  - 1971, posthum: August Bässler (1896–1971), Mitglied des Gemeinderats von 1946 bis 1971, Mitbegründer des Kreisjugendrings, erhielt 1970 die Bürgermedaille in Silber
- Bürgermedaille in Silber:
  - 1971: Fritz Ickinger (1906–1978), von 1950 bis 1970 Kommandant der Freiwilligen Feuerwehr
  - 1968: Ernst Seeger, Lehrer und Rektor, leitete Sängerbund und evangelischen Kirchenchor, Organist an der Stiftskirche, Mitbegründer der Volkshochschule
  - 1971: Karl Schumm (1900–1976), Archivar und Leiter des Hohenlohe-Zentralarchivs in Neuenstein, zahlreiche Veröffentlichungen über Öhringen, war nicht Bürger in Öhringen
  - 1973: Max Esenwein (1880–1979), Pfarrer und Musiker, hinterließ wertvolle Aufzeichnungen über die Zeit des Dritten Reiches, kümmerte sich nach dem Zweiten Weltkrieg besonders um die Flüchtlinge und Kinder, leitete den Orchesterverein
  - 1971: Fritz Megerle, Metzger und Gastwirt, 24 Jahre lang Mitglied des Gemeinderats, zwölf Jahre stellvertretender Bürgermeister
  - 1974: Karl Weber, Stadtkassierer, langjähriger Vorsitzender der Turn- und Sportgemeinde, des Sportkreises und des Turngaus Hohenlohe, Mitarbeit im Kreisjugendring und bei der Volkshochschule
  - 1986: Heinz Jäger (1931–1986), Studiendirektor, Mitglied und später Leiter des Kuratoriums der Volkshochschule
  - 2008: Werner Schenk, Heimatforscher
  - 2008: Gerhard Lutz, 20 Jahre Kommandant der Freiwilligen Feuerwehr, 14 Jahre Mitglied im Gemeinderat
  - 2008: Else Wüstholz, langjährige Vorsitzende des Kreislandfrauenverbands

## Söhne und Töchter der Stadt
Folgende Personen wurden in Öhringen (bzw. in einem Stadtteil des heutigen Stadtgebiets von Öhringen) geboren:

### 16.–18. Jahrhundert
- Ludwig Casimir von Hohenlohe (1517–1568), Graf zu Hohenlohe-Neuenstein
- Johann Avenarius II. (≈1579–1631), Rechtswissenschaftler
- Johann Friedrich II. zu Hohenlohe-Neuenstein-Öhringen (1683–1765), seit 1764 Fürst zu Hohenlohe-Öhringen
- Crafft Gottfried Hennicke (1698–1767), Stadtphysicus in Öhringen und Leibarzt des Grafen von Hohenlohe-(Neuenstein-)Oehringen
- Johann Christoph Hennicke (1698–1763), Stadtphysicus in Öhringen und Leibarzt des Grafen von Hohenlohe-Bartenstein
- Johann Michael Franz (1700–1761), machte sich um die Geographie in Deutschland verdient
- Johann Georg Knapp (1705–1771), Theologe
- Johann Christoph Fischer (1717–1769), Komponist, Musikdirektor und Notenkopist
- Johann Friedrich Hiller (1718–1790), Pädagoge, Rhetoriker und Philosoph
- Ludwig Friedrich Karl von Hohenlohe (1723–1805), Fürst zu Hohenlohe-Öhringen
- Johann Ludwig Christ (1739–1813), Pfarrer und Obstbauexperte
- Johann Jakob Schillinger (1750–1821), Hofmaler
- Friedrich Christoph Dietrich (1779–1847), Lithograph und Kupferstecher

### 19. Jahrhundert
- Friedrich zu Hohenlohe-Oehringen (1812–1892), Landtagsabgeordneter
- Mathilde zu Hohenlohe-Oehringen (1814–1888), Fürstin von Schwarzburg-Sondershausen
- Felix zu Hohenlohe-Oehringen (1818–1900), Oberst und Adjutant des Königs
- August Oesterlen (1819–1893), württembergischer Rechtsanwalt und Abgeordneter
- Carl Heinrich Weizsäcker (1822–1899), Theologe und Kanzler der Universität Tübingen
- Johann Michael Weipert (1822–?), im Stadtteil Verrenberg geboren, Unternehmer
- Julius Weizsäcker (1828–1889), Historiker
- Emil Otto Tafel (1838–1914), Architekt
- Christian Kraft zu Hohenlohe-Oehringen (1848–1926), Politiker, Standesherr in Württemberg
- Friedrich Vogt (1852–1935), Reichstagsabgeordneter
- Karl Friedrich Schall (1859–1925), Feinmechaniker und Mitbegründer des Unternehmens Reiniger, Gebbert & Schall in Erlangen
- Johann Löchner (1861–1923), Realschullehrer, Landtagsabgeordneter
- Siegmund Keller (1870–1943), Rechtswissenschaftler, Bibliotheksrat und Hochschullehrer
- Otto Röhm (1876–1939), Pharmazeut; entwickelte und produzierte als einer der Ersten Polymethylmethacrylat und erfand die Marke Plexiglas
- Oswald Lutz (1876–1944), Offizier, zuletzt General der Panzertruppe
- Herbert Lang (* 24. März 1879; † 29. Mai 1957), Zoologe
- Albert Kallee (1884–1956), Jurist, Landgerichtsdirektor in Stuttgart
- Walter Gärtner (* 10. Mai 1899; † 5. Juni 1952), Psychiater und Hochschullehrer

### 20. Jahrhundert
- Hellmut Aichele (1902–1975), Organist und Komponist
- Heinrich Steiner (1903–1982), Pianist und Dirigent
- August Lösch (1906–1945), Wirtschafts- und Sozialwissenschaftler
- Egon Huber (1907–1986), Romanist und Literaturwissenschaftler
- Willy Steiner (1910–1975), Dirigent und Geiger
- Hans Ferdinand Marquardt (1910–2009), Phytogenetiker und Professor für Pflanzenphysiologie
- Franz Gehweiler (1917–1979), Bürgermeister, Landtagsabgeordneter
- Kurt Weinmann (1922–2007), geboren im Stadtteil Möglingen, Chemiker
- Eberhard Zwicker (1924–1990), Akustiker und Hochschullehrer
- Rolf Marquardt (* 1925), Augenarzt, Universitätsprofessor
- Werner Merzbacher (1928–2024), Pelzhändler und Kunstsammler
- Hansjörg Dongus (1929–2015), Geograph und Geomorphologe
- Reinhold Würth (* 1935), Unternehmer (Würth-Gruppe)
- Heinrich Dauber (* 1944), Erziehungswissenschaftler
- Hartmut Weber (* 1945), Historiker und Archivar, 1999–2011 Präsident des Bundesarchivs Koblenz
- Roland Lill (* 1955), Biochemiker und Hochschullehrer
- Thomas Rudolph (* 1962), deutsch-schweizerischer Betriebswirt
- Georg Klein (* 1964), Komponist, Klang- und Medienkünstler
- Sabine Gebhardt Fink (* 1966), Autorin, Kuratorin und Hochschullehrerin für Gegenwartskunst
- Nicole Schneiders (* 1979), Rechtsanwältin
- Indra Waldbüßer (* 1980), Boulespielerin
- Dimitrios Kisoudis (* 1981), Publizist
- Mert Sipahi (* 1991), Futsal- und Fußballspieler
- Lamar Yarbrough (* 1996), US-amerikanisch-deutscher Fußballspieler
- Anna Bühler (* 1997), Leichtathletin
- Max Hanselmann (* 1997), Kunstradfahrer

### 21. Jahrhundert
- Marvin Jüngel (* 2001), Springreiter
- Luca-Sandro Trefz (* 2002), Automobilrennfahrer

## Weitere mit Öhringen in Verbindung stehende Personen
- Adelheid von Metz († wohl 1039/46), Gründerin des Chorherrenstifts in Öhringen und Mutter von Kaiser Konrad II.
- Wendel Hipler (1465–1526), leitete im Bauernkrieg als Bauernkanzler das Bauernparlament in Heilbronn
- Caspar Huberinus (1500–1553), Theologe und Reformator, erster evangelischer Stiftsprediger in Öhringen
- Johann Lauterbach (1531–1593), Pädagoge, Kirchenlieddichter und Geschichtswissenschaftler, war von 1555 bis 1567 Schulrektor in Öhringen
- David Meder (1588–1616), Theologe, Stiftsprediger und Generalsuperintendent in Öhringen, Verfasser der Hohenlohischen Kirchenordnung von 1578
- Graf Johann Friedrich I. (1617–1702), Graf zu Hohenlohe-Öhringen und Graf von Gleichen
- Christian Ernst Hanßelmann (1699–1776), Archivar, sichtete römische Funde und entdeckte unter anderem zwei Kohortenkastelle in Öhringen
- Wilhelm Mattes (1884–1960), Lehrer und Heimat- und Geschichtsforscher, Herausgeber Öhringer Heimatbuch (1929)
- Während der NS-Zeit ermordete Einwohner (1933–1945): die während der Zeit des Nationalsozialismus von 1933 bis 1945 ermordeten Einwohner der jüdischen Gemeinde Öhringen
- Alexander Gerst (* 1976), Astronaut, Abitur 1995 am Technischen Gymnasium Öhringen

## Stadtoberhäupter
- Siehe: Geschichte der Stadtverwaltung von Öhringen